# Metamorfoză

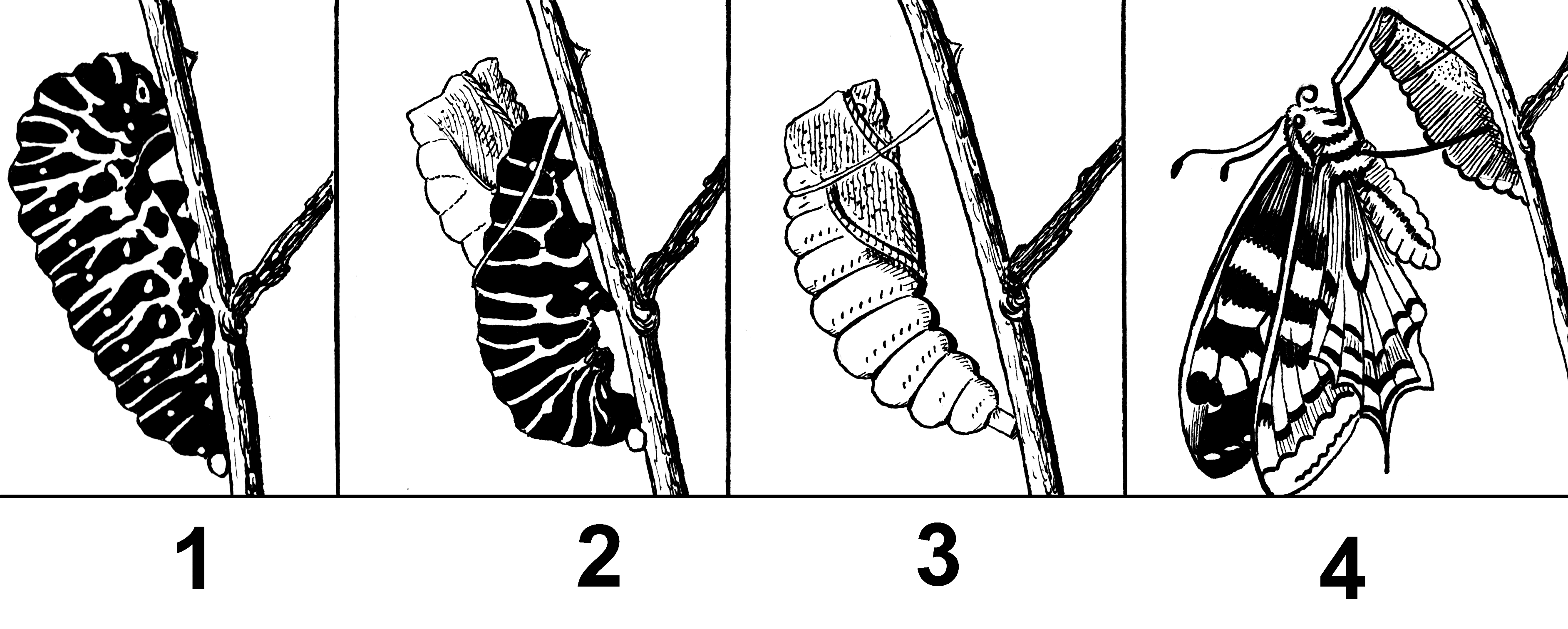
Metamorfoza unui fluture

Metamorfoza este un proces biologic de transformare prin care  trec unele animale după naștere, dezvoltându-se de la forma de tinerețe (la insecte,de larvă) la cea din stadiul de adult, printr-o schimbare evidentă și destul de rapidă a înfățișării sale, prin creșterea și diferențierea celulelor, inclusiv organe sexuale de adult. Unele insecte, amfibieni, moluște și crustacee suferă metamorfoze care sunt de obicei (dar nu în toate cazurile) însoțite și de o schimbare a habitatului sau a comportamentului. Schimbările multiple ce apar în cadrul metamorfozei sunt controlate de organismele respective, prin hormoni.
Metamorfoza desemnează o etapă de transformări succesive în dezvoltarea individuală a unor animale (viermi, artropode, moluște, batracieni etc.) de la ieșirea din ou și până la adult.
În timpul metamorfozei unele caractere se accentuează și se păstrează la adult, alte caractere dispar. Caracterele larvelor tinere care se păstrează la adult se numesc imaginipetale, iar cele care dispar imaginifugale. Caracterele imaginifugale sunt de două feluri: paleogenetice (arhaice sau străvechi din punct de vedere filogenetic) și coenogenetice (caractere noi, dobândite secundar în stadiile tinere larvare, în funcție de modul lor de viață).

## Clasificare
Metamorfozarea poate fi fie perfectă (completă), fie imperfectă (incompletă): 
- Metamorfozarea completă – ciclul de viață are patru forme structurale distincte: ou, larvă (omidă), pupă și adult (de exemplu la fluture).
- Metamorfozarea incompletă – ciclul de viață include trei forme: ou, nimfă și adult (de exemplu la lăcustă). Ouăle eclozează în nimfe care seamănă cu indivizi maturi fără aripi, iar ciclul de viață nu include stadiul de pupă. Nimfele prezintă aceleași obiceiuri alimentare similare cu organismul adult.

La amfibieni din ouă ies larve branhiate denumite popular „mormoloci”. Aceștia au coadă și au respirație branhială. Cele trei faze ale metamorfozei incomplete la amfibieni sunt: ou-mormoloc-adult.